# Heimyscus fumosus
Heimyscus fumosus is een knaagdier uit de muizen en ratten van de Oude Wereld dat voorkomt in Zuid-Kameroen, Zuidwest-Gabon, Congo-Brazzaville en de Centraal-Afrikaanse Republiek. Het is de enige soort van het geslacht Heimyscus. De soort is oorspronkelijk beschreven als een soort in het geslacht Hylomyscus. Hoewel het een aantal kenmerken deelt met dat geslacht, verschilt het ook sterk van de meeste soorten. Verschillende genetische analyses hebben H. fumosus opgenomen, maar sommige geven een nauwe verwantschap met Hylomyscus aan, terwijl anderen het geslacht dichter bij Praomys plaatsen. Deze muis heeft een lange staart en een zachte vacht. De rug is grijsbruin, de onderkant lichtgrijs. Het karyotype bedraagt 2n=40, FNa=48.
Aethomys-divisie ·
Apodemus-divisie ·
Arvicanthis-divisie ·
Chrotomys-divisie ·
Colomys-divisie ·
Crunomys-divisie ·
Dacnomys-divisie ·
Dasymys-divisie ·
Echiothrix-divisie ·
Golunda-divisie ·
Hadromys-divisie ·
Hybomys-divisie ·
Hydromys-divisie ·
Lorentzimys-divisie ·
Malacomys-divisie ·
Maxomys-divisie ·
Melasmothrix-divisie ·
Micromys-divisie ·
Millardia-divisie ·
Mus-divisie ·
Oenomys-divisie ·
Phloeomys-divisie ·
Pithecheir-divisie ·
Pogonomys-divisie ·
Pseudomys-divisie ·
Rattus-divisie ·

Stenocephalemys-divisie (Heimyscus · Hylomyscus · Mastomys · Myomyscus · Praomys · Stenocephalemys) ·

Uromys-divisie ·
Xeromys-divisie ·
Niet-ingedeelde geslachten